# Celestino III
Celestino III (en latín: Caelestinus PP. III), de nombre secular Giacinto Orsini (Roma, c. 1106-8 de enero de 1198) fue el 175.º papa de la Iglesia católica de 1191 a 1198.

## Biografía
Nacido en el seno de la familia Orsini, una caracterizada familia noble romana, sirvió a la Iglesia durante 47 años en calidad de cardenal diácono.
Como cardenal, fue legado apostólico de la Santa Sede para los Reinos de Hispania, por mandato del papa Alejandro III. En el verano de 1174 en la ciudad de Soria condenó los pactos en que el rey leonés se aliaba con el almohade Abú Yusuf Yaqub contra el reino de Portugal (rey Alfonso Enríquez) y el acuerdo de no agresión con Castilla (Alfonso VIII), a fin de aunar las alianzas de los Reinos peninsulares contra el moro. Así mismo, vinculó la obediencia de las Órdenes militares a Roma antes que al rey de quien dependían hasta ese momento. Creó la diócesis de Ciudad Rodrigo en favor del Reino de León. Aprobó la actuación de las órdenes militares peninsulares con un papel defensivo de la frontera, tanto para Santiago, Alcántara, Calatrava y el Temple. Validó el matrimonio entre Alfonso II de Aragón y Sancha.

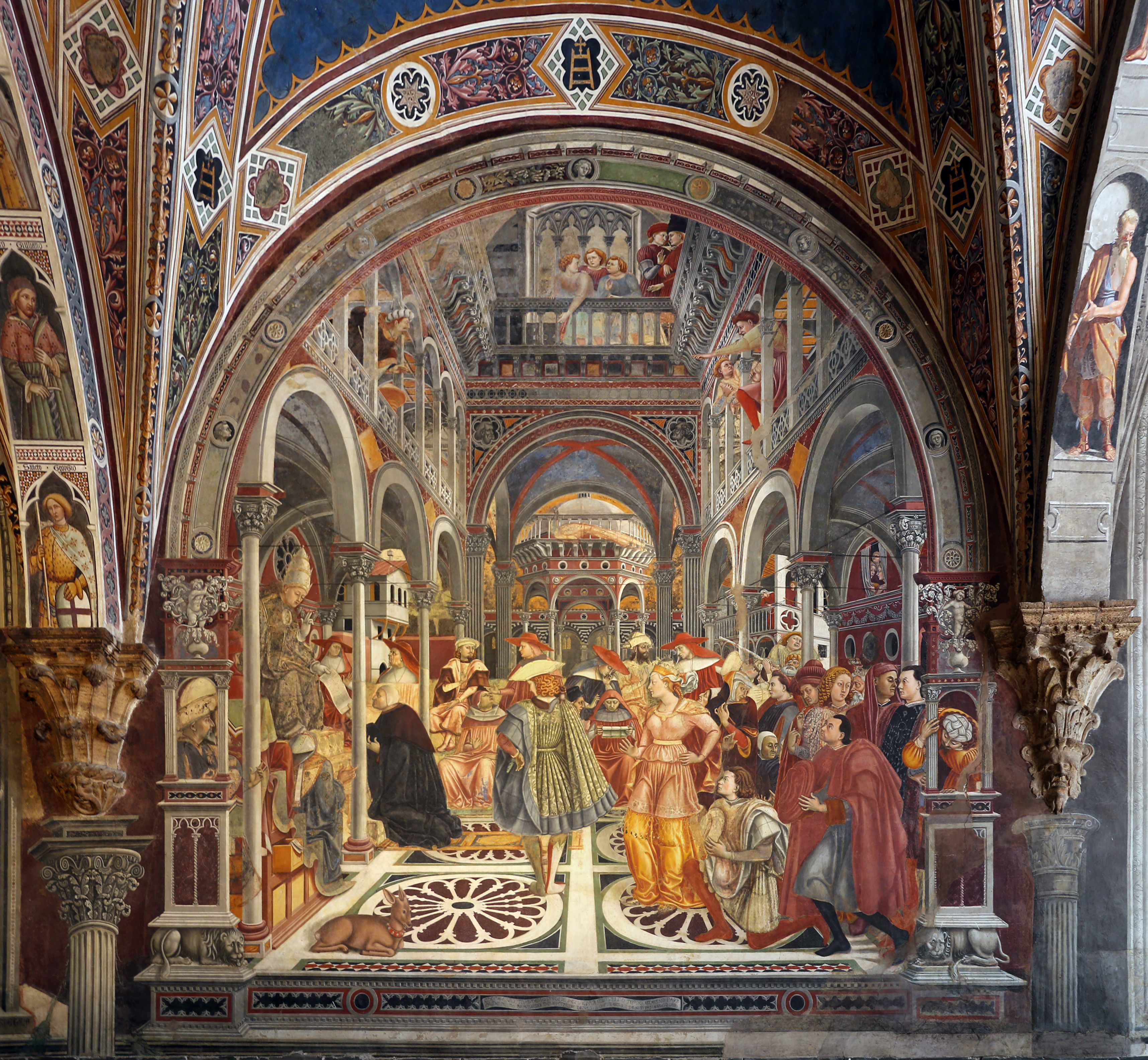
Celestino III otorga privilegios autonómicos al hospital de Santa Maria della Scala de Siena, fresco de Domenico di Bartolo (1442-44)

El 30 de marzo de 1191, a la edad de 85 años, subió al solio de Roma como papa, por lo que al ser únicamente diácono, tuvo que tomar el sacramento del orden sacerdotal el 13 de abril de ese año, un día antes de su consagración. El 15 de abril, coronó al emperador Enrique VI en una ceremonia que simbolizó la supremacía absoluta del emperador, que se pondrá de manifiesto en las futuras relaciones entre ambos. Así, cuando Enrique VI ordenó asesinar al obispo de Lieja, Alberto di Lovanio, el papa ni tan siquiera osó recriminarlo; y cuando mantuvo prisionero al rey inglés Ricardo Corazón de León, que por orden suya había capturado el duque de Austria Leopoldo V mientras regresaba de la Tercera Cruzada, solo se atrevió a excomulgarlo, de modo que Ricardo solo recuperó la libertad tras el pago de un cuantioso rescate a Enrique.
También dentro del ámbito político confirmó, en 1192, y de forma definitiva, los estatutos de la Orden de los Caballeros Teutones.
Poco antes de morir, el 8 de enero de 1198,  expresó su intención de abdicar (dimitir, en su caso) nombrando un sucesor, pero los cardenales no se lo permitieron; sí lo harían más tarde, en el caso de otro papa que llevó su nombre, Celestino V, nombre que escogió tal vez precisamente por esto, por desear la dimisión de un cargo al que se había visto forzado a acceder.
Fue enterrado en la Basílica de San Juan de Letrán.
Las profecías de San Malaquías se refieren a este papa como De rure bovensi (De campo de bueyes), cita que hace referencia tanto a su familia, los Bovis (bueyes), y a que era originario de la campiña romana.